# Christian Research Institute
O Christian Research Institute (CRI) é um ministério de apologética cristã evangélica. Foi fundado em outubro de 1960 no estado de Nova Jérsei por Walter Martin (1928-1989). Em 1974, Martin transferiu o ministério para San Juan Capistrano, Califórnia. O escritório do ministério foi transferido na década de 1990 para perto de Rancho Santa Margarita. A organização está atualmente sediada em Charlotte, Carolina do Norte.

## Antecedentes
A criação do CRI em 1960 está intimamente ligada a Walter Martin. Representa uma das organizações pioneiras no chamado Movimento cristão anticulto, mas também se relaciona com a história mais ampla da apologética cristã evangélica em meados do século XX.
Martin é considerado um dos primeiros apologistas de carreira em tempo integral a se especializar em apologética cristã anticulto. Em 1949, Martin iniciou suas incursões na análise teológica de vários grupos, como as Testemunhas de Jeová, a Ciência Cristã, o Mormonismo e o Espiritismo.
Em 1953, Martin conheceu o presbiteriano Donald Gray Barnhouse, um professor bíblico de rádio. Barnhouse foi o editor fundador (1950) do periódico mensal Eternity. Stephen Board, em seu estudo da história dos periódicos evangélicos, observou que durante sua primeira década de publicação, Eternity foi construída em torno da personalidade de Barnhouse e de suas causas particulares.
Em 1954, Barnhouse convidou Martin para ser colunista da revista Eternity e, entre 1955 e 1960, Martin atuou como editor colaborador regular. Martin escreveu vários artigos sobre cultos, que formaram os textos embrionários de vários livros que escreveu. No entanto, Martin também escreveu resenhas de livros, examinou questões doutrinárias e de apologética em geral, e também considerou questões sociais como o alcoolismo (What Can We Do About the Terrifying Trend of Alcoholism in America, agosto de 1960).
O início da década de 1950 testemunhou a publicação de vários livros que Martin escreveu, ou co-escreveu com Norman Klann, como "Jehovah of the Watchtower" (1953), "The Christian Science Myth" (1954), "The Rise of the Cults" (1955) e "The Christian and the Cults" (1956). Barnhouse escreveu o prefácio de "The Christian Science Myth", e seu apoio ao ministério de Martin foi crucial para legitimar a apologética anticultos para a clientela mais amplo da igreja. Barnhouse morreu em 1960, apenas algumas semanas antes de Martin estabelecer formalmente o CRI. Naquela época, Martin havia se tornado um apologista emergente, cujo ministério e reputação estavam ganhando reconhecimento em organizações paraeclesiásticas como a American Tract Society, a Evangelical Theological Society, a National Association of Evangelicals e a National Religious Broadcasters.